# Багі (автомобіль)
Багі — невеликий легкий автомобіль високої прохідності з відкритими колесами, для їзди по бездоріжжю.

## Історія
Вперше багі з'явилися в 1950-і роки в США. Для виготовлення перших багі зазвичай використовувалися вживані автомобілі Фольксваген Жук. Від зменшувальної форми американської назви «Жука» і пішла назва «buggy», тобто «жучок». З автомобіля знімалися кузов, двері і крила, в якості несучої структури встановлювалася полегшена рама або скловолоконний кузов, або залишалася урізана версія штатного кузова. Завдяки прохідності і міцності шасі «Жука», його високому дорожньому просвіту, відсутності радіатора, задньому розташуванню двигуна цей автомобіль ідеально підходив для виробництва багі. Також сприяла популярності і вседоступність цього автомобіля.
Багато любителів багі встановлювали замість штатного двигуна «Жука» 6-циліндрові двигуни від Chevrolet Corvair. З використанням турбонаддування потужність могла бути збільшена до 180 к. с. Після стихійних змагань незабаром багі стали з'являтися на старті в професійних гонках, в великих автомобільних шоу. Популярність багі росла і незабаром переступила межі США. Для побудови машин використовувалися найрізноманітніші вузли і агрегати від серійних машин, в кожній країні в залежності від місцевої специфіки ринку.

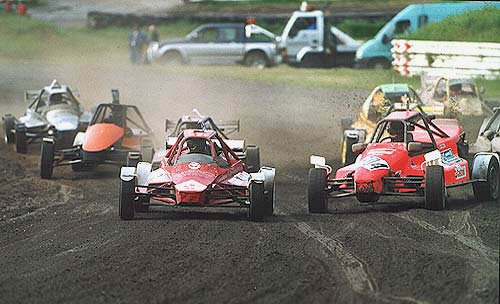
Автокрос на багі

Станом на 2022 рік існує кілька видів багі, залежно від мети застосування та особливостей конструкції, наприклад: спортивні, військові, пустельні.

## Теперішній час
В даний час[коли?] масова популярність багі впала — пов'язано це, в першу чергу, з поширенням квадроциклів. Виготовлення багі є зараз в основному предметом технічної творчості. Використовуються при цьому як правило, деталі позашляховиків. Іноземні фірми також випускають деталі для самостійного виготовлення багі — склопластикові кузова, скла, світлотехніку, дуги безпеки і ін..

## В спорті
У спортивних багі також поступово виділилося кілька класів:
- багі для ралі-рейдів — позашляхові спортпрототипи, центральномоторні, частіше задньопривідні, хоча зустрічаються і повнопривідні .
- багі для трофі-рейдів — максимально полегшені повнопривідні багі як правило побудовані на базі позашляховиків для подолання ділянок практично повного бездоріжжя, здатні долати неглибокі водні об'єкти;
- пляжні багі — комфортабельні легкі багі для пересування в основному по відносно рівним піщаним поверхням;
- краулери — спеціальні багі для участі в змаганнях з тріалу (подолання перешкод, як правило у вигляді скель і штучних перешкод).
- багі для автокросу. В автокросі є безліч різноманітних класів СКА багі відрізняються як віковими критеріями так і технічними, такими як тип приводу або об'єм двигуна.

## Військове застосування

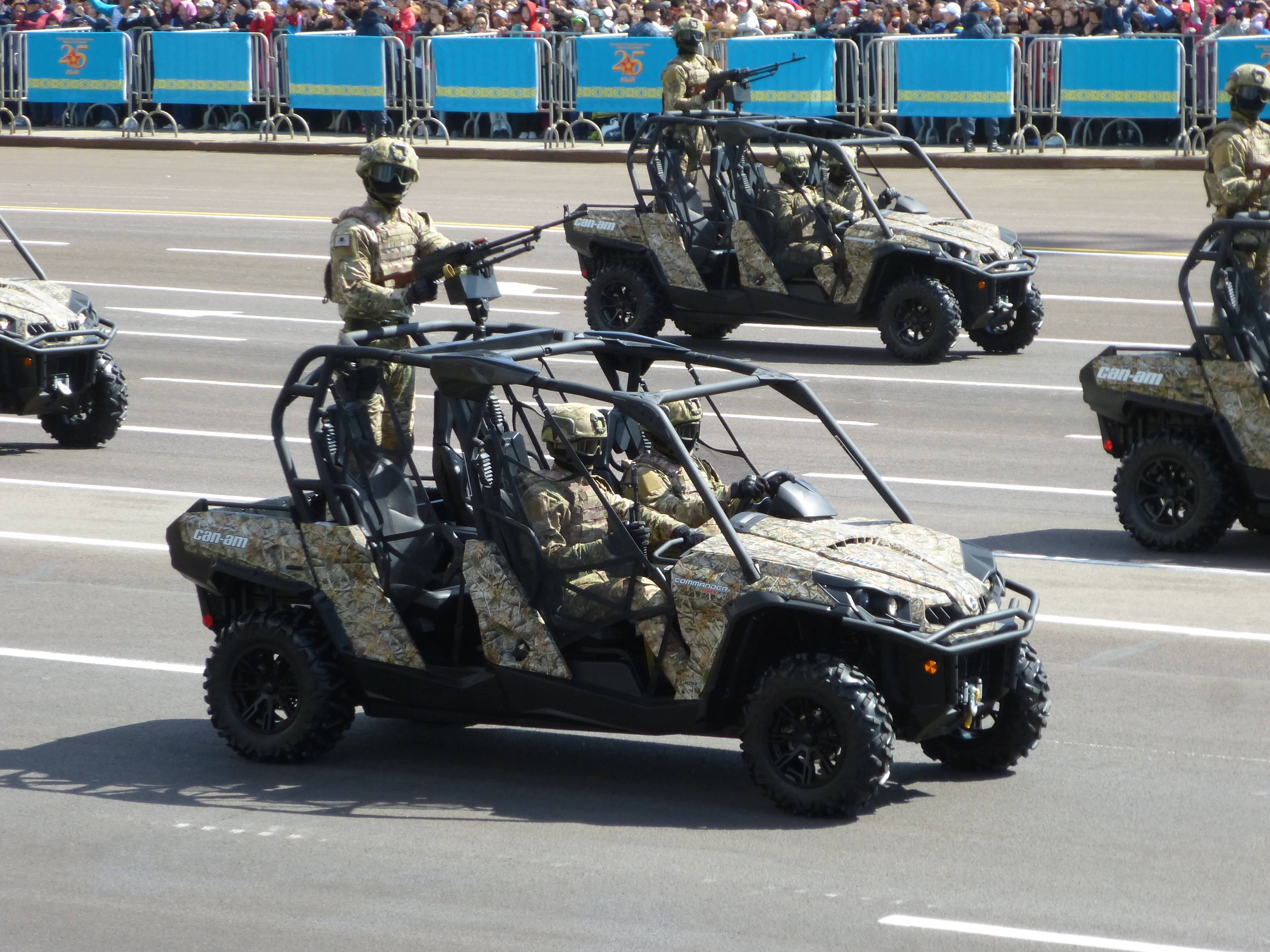
Багі в казахстанської армії виробництва канадської фірми Can-Am motorcycles

Армія США використовує при патрулюванні і веденні бойових дій в пустельній місцевості легкий транспорт DVP і LSV (Light Strike Vehicle) відповідно, побудовані за схемою класичного багі, наприклад MRZR Alpha.
В Україні з 2014 року питання забезпечення військовиків особливими видами транспорту стало нагальним. Винахідники та ентузіасти розробили наступні моделі багі:
- Пегас 1,2, 2 місний[8][9]
- FANTOM[10]
- Примара, 2 місний[11][12][13][14]
- Багі МС, 2 місний [15]
- Легкий автомобіль високої прохідності, 4-5 місний («Азов»)[16][17]
- Мамай, 2+ місний[18]
- "Ярик" (VOLS), 2+ місний[19][20]

Варто відмітити, що існують інші розроблені моделі, які є на стадії до-військових випробувань.

## У культурі
Автомобілі типу багі часто є одним з видів транспорту в різних художніх фільмах і комп'ютерних іграх, рахунок яким йде на десятки. У багатьох з них саме багі є одним з основних видів транспорту.
Наприклад:
- «Шалений Макс 2», а також в комп'ютерній грі Mad Max, зробленої за її мотивами
- Форсаж 6 (2013) — унікальна машина на магнітних подушках.
- Афера Томаса Крауна (фільм, 1968) — головний герой стрічки катає жінку на багі.
- Зараз ви його бачите, а зараз - ні (1972 р.)
- Speed Buggy — американський анімаційний телевізійний серіал (1973 р).
- Інакше ми розсердимося (1974)
- Джуманджі: Наступний рівень (2019)

Є ігри цілком присвячені заїздам на багі, такі як Beach Buggy Racing, Beach Buggy Blitz, Dune Buggy Derby Crash Stunts, Road Riot 4WD Video Game (1991), Buggy Challenge Video Game (1984).